# Machine qui rêve
Machine qui rêve est la cent-cinquième histoire de la série Spirou et Fantasio de Tome et Janry. Elle est publiée pour la première fois dans Spirou du no 3132 au no 3150.
Au moment de sa sortie, cet album était présenté comme un nouveau départ pour la série, s'éloignant de ses codes habituels pour évoluer vers un univers de légère anticipation. En effet, son ton, son ambiance et son style graphique plus réalistes marquent une rupture avec les albums précédents, et les anecdotes burlesques en ont été écartées.
Cette évolution ne rencontrera cependant pas immédiatement l'engouement espéré. Ce qui devait être le point de départ d'une nouvelle ère pour le héros devint en fait l'arrêt de son existence sous la plume de Philippe Tome et Janry, qui se consacrèrent ensuite uniquement au Petit Spirou. Si l'on excepte la ligne éditoriale multi-auteurs et plus récente des "Spirou et Fantasio selon..." où les personnages sont soumis à des variations de ton, d'époque et de styles graphiques souvent en rupture avec la ligne traditionnelle, Machine qui rêve est souvent identifié par les observateurs comme une parenthèse dans la longue saga classique des Aventures de Spirou et Fantasio.

## Résumé
Seccotine, insistant désormais pour qu'on l'appelle par son vrai prénom Sophie, parvient à convaincre Spirou de se porter cobaye humain volontaire pour infiltrer un laboratoire qu'elle soupçonne de se livrer à des activités illégales.
L’assistante qui reçoit Spirou au laboratoire le prévient qu’il court un risque mais celui-ci, au détour d’une porte, découvre le secret des lieux. On le retrouve assommé, sous la pluie, en pleine rue. Lorsqu’il rentre chez lui, il est accueilli par des tueurs commandés par un petit homme âgé sans scrupules. Parvenu à s’échapper, il tente de se réfugier chez Sophie où il se heurte au même commando, puis chez Jenny Simmons, l’assistante qui l’a reçu au laboratoire. Là, il parvient de justesse à échapper à un piège qui lui était destiné, mais cette fois-ci tendu par les hommes du GIGN qui le considèrent comme un homme dangereux.
Le héros retourne enfin au laboratoire où la mémoire lui revient petit à petit. L’immeuble est cerné par les forces de l’ordre, d’où émerge tout à coup Spirou lui-même, demandant à intervenir personnellement dans l’opération : c’est le coup de théâtre du scénario, où l’on apprend que l’homme poursuivi n’était qu’un clone de Spirou (ou un androïde : les deux mots sont alternativement utilisés, cependant une planche où l'on voit la jambe du clone saigner suggère qu'il est réellement un clone et non une machine).
Sophie et Spirou aident le clone à s’échapper et détruisent le laboratoire, alors que Jenny Simmons se révèle être une policière qui fait arrêter le professeur Birth, responsable du projet, qui n’est autre que le petit homme âgé chef du commando ayant traqué le clone.
Dans la dernière planche, on trouve Sophie en compagnie du clone, lui tenant la main, sur un cargo voguant dans le golfe d’Oman : elle a trouvé en lui quelqu'un qui « a besoin d'elle ».

## Personnages
- Spirou
- Fantasio
- Spip, qui est réduit à un rôle de figuration plus réaliste, d'animal de compagnie, et écarté du récit après quelques vignettes.
- Seccotine, « rebaptisée » Sophie (« Seccotine » était un surnom basé sur une marque de colle aujourd'hui oubliée ; elle rejette désormais ce surnom peu flatteur)
- Le clone de Spirou, vrai héros de l'histoire (première apparition)
- Jenny Simmons (première apparition)
- Le professeur Birth (première apparition)

## Analyse

### Personnages
Les personnages acquièrent dans cet album un réalisme inaccoutumé :
- Spirou et Fantasio s’étonnent de ne jamais être appelés par leurs véritables prénoms. Spirou abandonne le costume de groom injustifié.
- Seccotine insiste pour être appelée Sophie, plutôt que par son surnom. On apprend qu'elle a un faible pour Spirou, mais ce dernier repousse ses avances en affirmant qu'ils sont uniquement amis. Conséquence logique, elle jette son dévolu sur le clone, en tout point semblable à Spirou à ceci près qu’il a besoin d’elle.
- Spip se comporte comme un véritable écureuil et n'apparaît que de manière anecdotique.

Ces modifications seront volontairement oubliées dans les albums suivants, qui ne reprennent pas l'univers réaliste de cet album.

### Scénario
Les trois premières pages présentent la situation d’un homme traqué et trahi par ses amis. À la quatrième page, le lecteur découvre qu’il s’agit d’un film visionné par Spirou et Fantasio, à la fin duquel ce dernier déclare « le scénario de cette histoire de trahison ne tient pas debout », préfiguration des trahisons dont le personnage dupliqué se pensera victime.
L’ensemble du récit présente la particularité de suivre, à l’insu du lecteur, les péripéties d'un personnage qui n’est pas le vrai héros, mais une copie de celui-ci.

### Style
L'ambiance générale de l’album est proche de celle de Soda, polar semi-réaliste également scénarisé par Philippe Tome, et très éloignée de la fantaisie du reste de la série. Le dessin de Janry change, donnant aux personnages des traits plus précis et réalistes, tout comme la coloration souligne cette atmosphère très sombre, avec une dominante de couleurs foncées (l'histoire se passe quasi intégralement de nuit) et toutes les marges et tous les espaces entre les cases remplis de noir — à l'exception de la dernière page où Sophie et le clone voguent vers une probable idylle. Cette évolution vers une ambiance plus noire et violente avait été amorcée lors du précédent album, Luna Fatale, de manière cependant beaucoup moins radicale (le style graphique demeurant « classique » et les calembours encore très présents).

## Publication

### Revues
- L'histoire fut publiée pour la première fois dans le journal de Spirou du n°3132 au n°3150.
- Elle fut également publiée dans L'Hebdo des Juniors.

### Album
- L'album a bénéficié d'un tirage de tête édité par Khani et limité à 500 exemplaires numérotés et signés par Janry. Il contient l'histoire en noir et blanc ainsi qu'un carnet de croquis. Le noir et blanc renforce le côté sombre et met en valeur le dessin de Janry. Ce tirage est le premier à avoir été édité pour la sortie d'un album de Spirou.

### Documentation
- Franck Aveline, « Spirou et Fantasio #46 : Machine qui rêve », dans L'Indispensable n°3, janvier 1999, p. 79-80.
- Olivier Maltret, « Le Denier Tome de Spirou ? Janry encore !... », BoDoï, no 15,‎ janvier 1999, p. 7.